# Premis del Sindicat Nacional de l'Espectacle de 1972
Els trenta-dosens Premis Nacionals de Cinematografia concedits pel Sindicat Nacional de l'Espectacle corresponents a 1972 es van concedir el 29 de gener de 1973 a Madrid. En aquesta edició els premis econòmics foren per 5 pel·lícules i 875.000 pessetes, i un total de 265.000 pessetes als premis al millor director, guió, actor i actriu principal, actor i actriu secundaris, fotografia, decorats i música. A més foren premiats l'equip artístic de La guerrilla i l'equip tècnic d' Una ciudad llamada Bastarda. També foren premiats els curtmetratges Silencio, Viaje al país del turismo i Artesanía española: oficios andaluces

## Guardonats de 1972
| Categoria                | Premi       | Pel·lícula premiada        | Director                |
| ------------------------ | ----------- | -------------------------- | ----------------------- |
| Premi especial           | 250.000 pts | La duda                    | Rafael Gil Álvarez      |
| 1r premi                 | 250.000 pts | La redada (Razzia)         | José Antonio de la Loma |
| 2n premi                 | 150.000 pts | Un verano para matar       | Antonio Isasi Isasmendi |
| 3r premi                 | 125.000 pts | La curiosa                 | Vicente Escrivá         |
| 4t premi                 | 100.000 pts | Experiencia prematrimonial | Pedro Masó              |
| Millor director          | 45.000 pts  | Rafael Romero Marchent     | Disco rojo              |
| Millor guió              | 45.000 pts  | Vicente Escrivá            | per la seva obra        |
| Millor actriu            | 30.000 pts  | Mara Cruz                  | Disco rojo              |
| Millor actor             | 30.000 pts  | Julián Mateos              | La otra imagen          |
| Millor actriu principal  | 20.000 pts  | Queta Claver               | El vikingo              |
| Millor actor principal   | 20.000 pts  | Eduardo Fajardo            | La mansión de la niebla |
| Millor actriu secundària | 10.000 pts  | Maribel Martín             | La cera virgen          |
| Millor actor secundari   | 10.000 pts  | Conrado Tortosa            | La redada (Razzia)      |
| Millor fotografia        | 25.000 pts  | Francesc Sempere i Masià   | El vikingo              |
| Millors decorats         | 20.000 pts  | Juan Alberto Soler         | La novia ensangrentada  |
| Millors música           | 20.000 pts  | Manuel Parada              | La duda                 |